# Casbia
Casbia is een geslacht van vlinders van de familie spanners (Geometridae), uit de onderfamilie Ennominae.

## Soorten
- C. adoxa Turner, 1947
- C. aedoea Prout
- C. albinotata Warren, 1903
- C. albivertex Warren, 1906
- C. alphitoniae Prout, 1929
- C. alphitopis Turner, 1919
- C. ammophila Turner, 1947
- C. anomalata Warren, 1899
- C. asinina Warren, 1906
- C. aviata Walker, 1861
- C. calliorma Turner, 1919
- C. carnecostata Warren, 1903
- C. celidosema Turner, 1947
- C. coniodes Turner, 1947
- C. didymosticta Turner, 1947
- C. eccentritis Meyrick, 1892
- C. ereutha Turner, 1947
- C. eutactopis Turner, 1947
- C. farinalis Rosenstock, 1885
- C. fasciata Warren, 1896
- C. felix Prout, 1916
- C. fulviplaga Warren, 1903
- C. glaucochroa Turner, 1906
- C. idiocrossa Turner, 1947
- C. impressaria Walker, 1861
- C. isogramma Prout, 1926
- C. leptorrhoda Turner, 1947
- C. lithodora Meyrick, 1892
- C. ochthadia Meyrick, 1892

- C. oenias Meyrick, 1892
- C. pallens Turner, 1947
- C. periculosa Warren, 1907
- C. plinthodes Turner, 1947
- C. rectaria Walker, 1866
- C. resinacea Turner, 1919
- C. rhodina Turner, 1919
- C. rhodoptila Turner, 1919
- C. rufoliva Warren, 1906
- C. scardamiata Warren, 1898
- C. sciagrapha Turner, 1919
- C. serpentina Holloway, 1979
- C. strigaria Baker, 1915
- C. synempora Turner, 1919
- C. tanaoctena Turner, 1947
- C. vagaria Walker, 1862
- C. vulpina Warren, 1906